# Турон (страва)
Турон (також відомий на Філіппінах як lumpiang saging або sagimis діалектною тагальською мовою) — філіппінська закуска, виготовлена з тонко нарізаних бананів (бажано бананів саба або кардаба), згорнутих у спрінг-рол, обсмажених до хрусткої скоринки та вкритий карамелізованим коричневим цукром. Турон також може містити інші начинки. Найбільш поширеним є джекфрут (langka), але є також рецепти з солодкою картоплею (kamote), манго (mangga), сиром чеддер і кокосом (niyog).
Слово «турон» етимологічно іспанського походження, але не має нічого подібного з іспанською цукеркою турро (мигдальної нуги).
Це хрустка та жувальна закуска, яку найчастіше вживають під час меріенди або на десерт.
Це також популярна вулична їжа, зазвичай продається з банановим кю, камоте кю та маруя.

## Варіанти

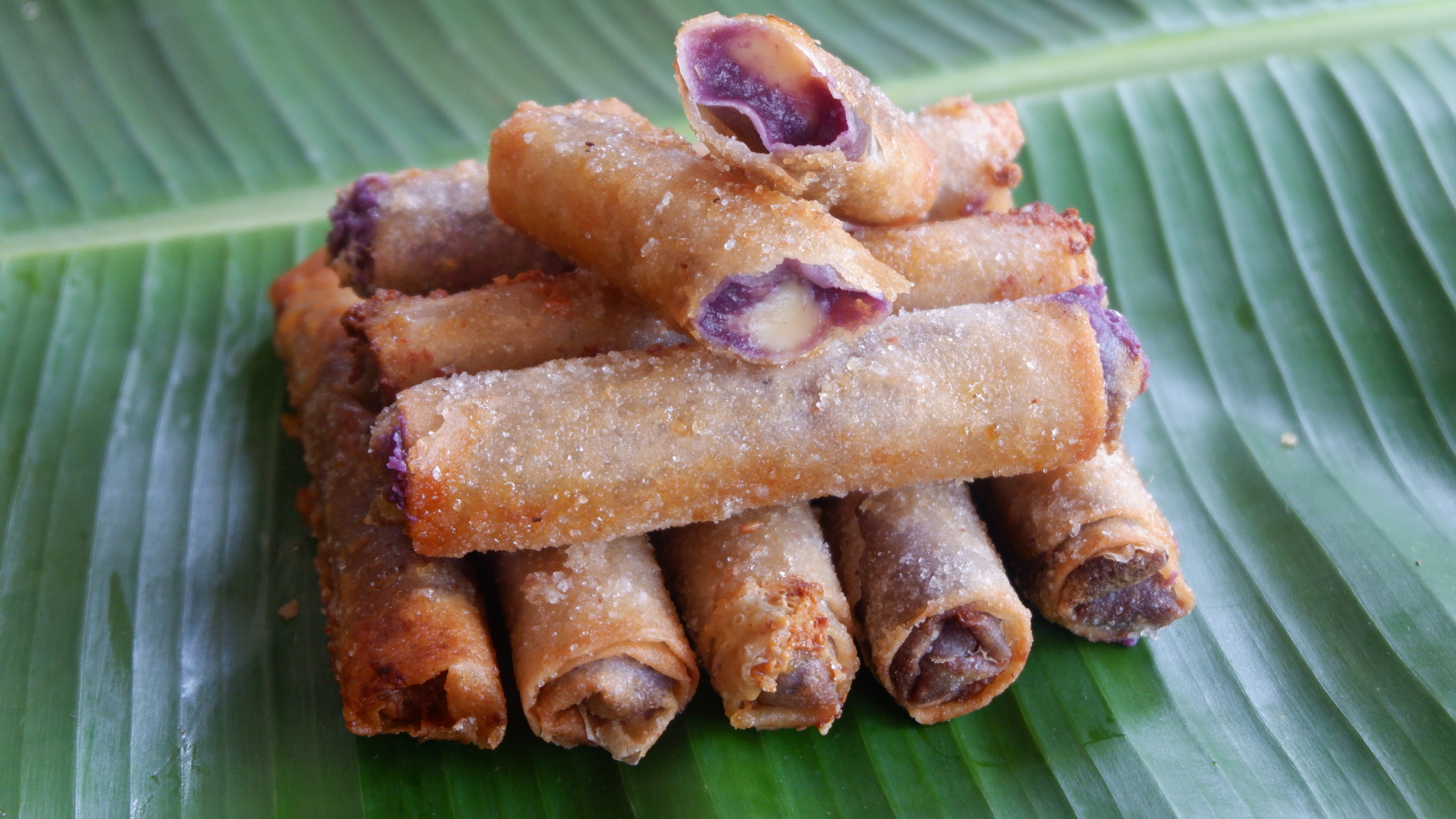
Ube турон

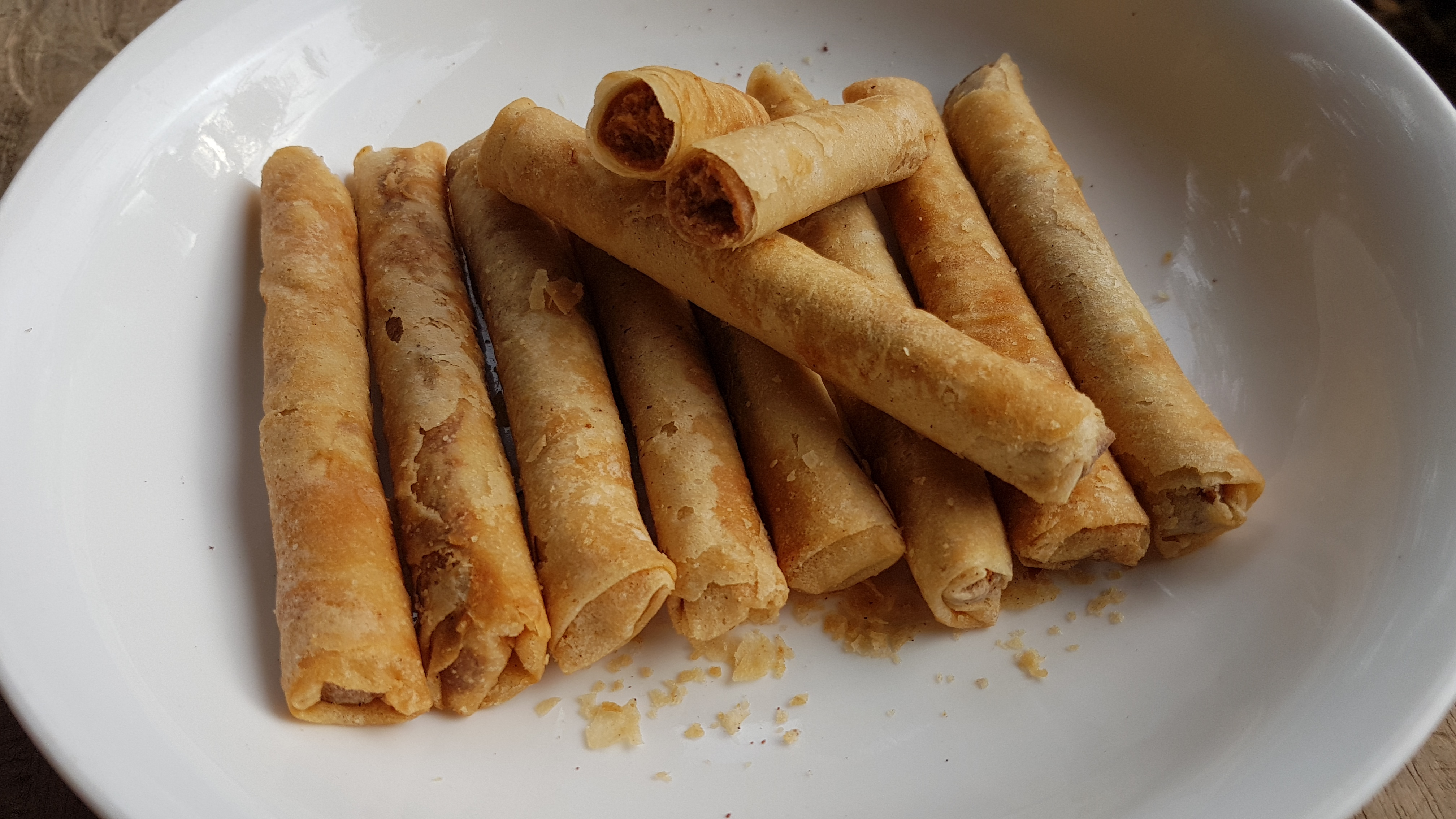
Турон de mani з начинкою з меленого арахісу

У Малабоні термін «turrón» або «turon» означає смажений десерт з обгорткою лумпії, начиненого солодкими бобами мунг, тоді як термін «valencia» використовується для варіанту з банановою начинкою. Малабонський турон з бананом зазвичай продається як valencia trianggulo, які мають унікальну трикутну форму.